# Dead Moon's Calling
Dead Moon's Calling är ett musikalbum av Mad Sin och släpptes 2005. Ansvarigt skivbolag var People Like You Records.

## Låtlista
1. Intro
2. Point of No Return
3. Fuel for Brains
4. To Walk the Night
5. Not Invited
6. Plastic Monsters
7. Apes on Parade
8. Brand New Gun
9. Gone Forever
10. Dead Moon
11. Houdins Pool
12. The Conspiracy Theory
13. Cannibal Superstar
14. Radio Psycho
15. Underground
16. Rebels Undisguised
17. T.C.S
18. 2xLove=2xPain
19. Generation 69

### Bandmedlemmar
- Köfte - Sång
- F.Stein - Gitarr
- Tex Morton - Gitarr
- Valle - Bas
- Andy Laaf - Trummor